# طرف متهدل (مرض)
الطرف المتهدل او الطرف المذبوح flail limb (ويُطلق عليه أيضًا الذراع المذبوح أو الساق المذبوحة flail arm ) هو مصطلح طبي يشير إلى الطرف الذي تم قطع العصب الأساسي فيه أو توقفه عن العمل، مما أدى إلى انعدام كامل للحركة والإحساس. وعلى الرغم من أن الدم يستمر عادة في التدفق عبر الطرف، إلا أنه عديم الفائدة تمامًا وإمكانية الإصلاح الجراحي محدودة. سرعان ما تضمر العضلات وتذبل، ويتأرجح الطرف بشكل فضفاض على الجانب مثل "الوزن الميت".[بحاجة لمصدر]
يمكن أن يحدث الطرف المائل في حالات الإصابة الرضحية للضفيرة العضدية أو في الأشخاص المصابين بأمراض الخلايا العصبية الحركية مثل التصلب الجانبي الضموري. يعد بتر الطرف المصاب واستبداله بطرف اصطناعي أحد خيارات العلاج. لا يؤدي البتر إلى تقليل الألم الذي يشعر به الشخص.